# 阿蘇市道狩尾幹線
阿蘇市道狩尾幹線（あそしどうかりおかんせん）は、熊本県阿蘇市を通る市道である。「狩尾の坂」・「狩尾峠」とも呼ばれる。

## 概要
阿蘇山の外輪山を通過し断崖絶壁を縫うルートは2013年頃より俗称「ラピュタの道」・「天空の道」とも呼ばれるようになり観光スポットとして広く知られるようになった。熊本地震により多数カ所で道路が寸断され、2016年4月より通行止めとなり、復旧費用が高額となるために廃止が検討されている。

### 路線データ
- 起点：熊本県阿蘇市狩尾（熊本県道339号北外輪山大津線交点）
- 終点：熊本県阿蘇市狩尾（熊本県道149号河陰阿蘇線交点）
- 総延長：5.7 km

## 路線状況

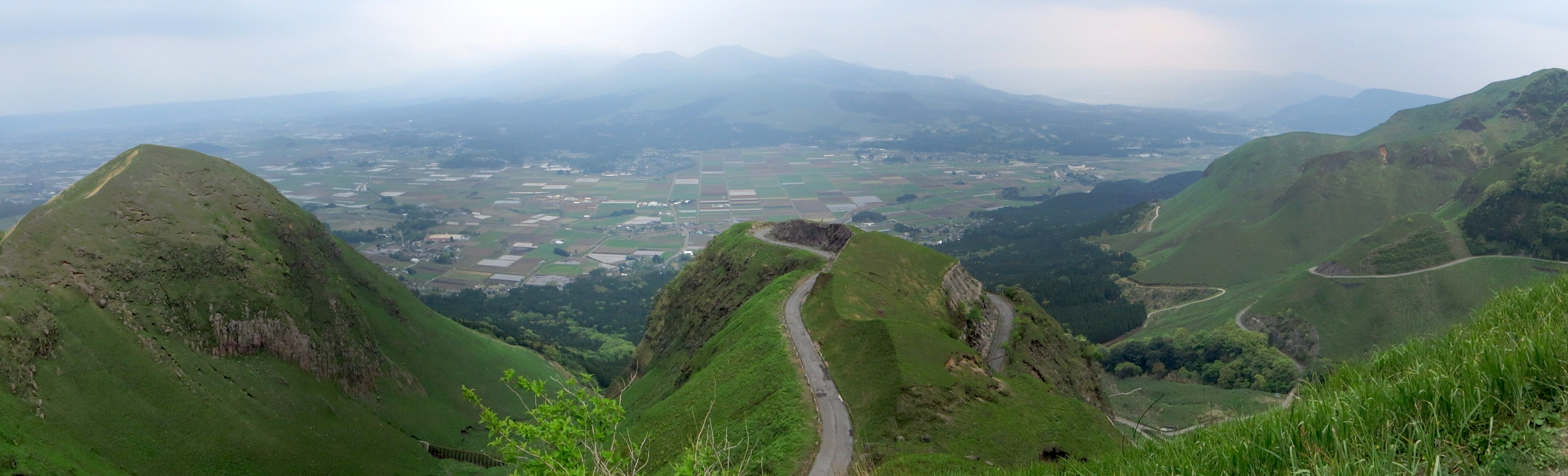
俗称「ラピュタの道」。
正面が阿蘇カルデラの中央火口丘。

もともとは阿蘇山の外輪山と阿蘇谷を結ぶ、牧草の運搬を目的に整備された農道（牧道）だったが、1984年に当時の阿蘇町が町道として認定した。阿蘇山のカルデラを雲海が覆うと、狩尾幹線は雲に浮かぶ島のように見えるため、宮崎駿原作のアニメ映画「天空の城ラピュタ」の舞台となる伝説の城をほうふつさせるとして人気が高まった。地元自治体もツーリングマップに掲載するなど、広報活動に努めた。ツーリングコースやサイクリングコースとしても高い人気がある。サイクリング専門誌にも掲載され、ブルベのコースにも設定されたことがある。平均勾配は8.1 %、獲得標高は457 m。テレビ番組でも、「奇跡の巨大杉」「ミルクロードの大草原」などと共に、「阿蘇の神秘の絶景ベスト3」に選ばれた。4 t以上の車両は進入禁止。ルート中の標高600 mの地点には、ツツジの名所として知られる「長寿ヶ丘公苑」がある。

### 混雑と苦情
道幅は狭くルートも蛇行しており乗用車の離合は困難である。駐車場もなく、少し離れた場所に車両7台程度が停車できる空き地があるのみである。地元の人々が景観を守り続けてきたが、2013年頃より急激に観光客が増え、違法駐車や放置ゴミ、騒音などが問題になった。2014年には「農耕車優先」や「駐停車禁止」を呼びかける立て看板も設置された。夜明け前からバイクのエンジン音が轟き睡眠妨害の苦情もある。5月の連休には200 - 300台の車両が集まり、地元の市政報告会では狩尾幹線を車両通行禁止にするよう求める声も挙がっている。熊本市議会も、本来は地元住民の農道であるとして、駐車場整備などの対策を検討するとしていた。観光資源として期待する声もあるが、阿蘇市には安全面での懸念も数多く寄せられている。2013年10月、阿蘇市は、路面も荒廃しており落石の危険もあることより、国の補助事業費を使って舗装や斜面を整備する方針とした。しかし、仮に路面整備をしても押し寄せる観光客に対応する許容力はないと疑問視する意見もある。

### 通行止め
豪雨災害等により、たびたび通行止めとなっている。2012年7月の平成24年7月九州北部豪雨（熊本広域大水害）や2014年の豪雨でも土砂崩れのために当分の間通行禁止になった。2016年4月14日からの熊本地震では、山腹崩壊や路面の亀裂が合計31カ所で発生した。復旧には、工事用の道路の新設などを含め100億円以上が必要とされ、国の激甚災害の適用を受けてもなお数十億円の市の負担が発生するとされた。また同線は地震以前より度々の災害に見舞われており、補修しても継続的な事業費の支出が継続することは不回避であると予想され、将来的な市の財政負担を軽減することも考慮された結果、全面的な復旧は断念された。麓から「長寿ヶ丘公苑」までの2 kmは熊本県が平成30年後に復旧工事を行い、通行できるようになる見通し。

## 地理

### 通過する自治体
- 阿蘇市

### 交差する道路
| 交差する道路                                   | 交差する場所 | 交差する場所  |
| ---------------------------------------------- | ------------ | ------------- |
| 熊本県道339号北外輪山大津線 / 通称ミルクロード | 狩尾         | 起点          |
| 熊本県道149号河陰阿蘇線                        | 狩尾         | 登り口 / 終点 |

## 詳細地図
- 狩尾峠　ルートラボ

## 動画
- 崩落前2015年の車載動画 ※音量注意
- 崩落後2016年4月の空撮動画